# Tomás Balduíno
Tomás Balduíno, O.P. (nome de nascimento Paulo Balduino de Sousa Décio, Posse, 31 de dezembro de 1922 — Goiânia, 2 de maio de 2014) foi um bispo e teólogo católico brasileiro, bispo-emérito de Goiás e assessor da Comissão Pastoral da Terra (CPT).
Teve um papel de destaque dentro da Igreja Católica, nas questões referentes à reforma agrária e aos direitos dos povos indígenas. Participou da criação do Conselho Indigenista Missionário (Cimi), em 1972, da qual foi presidente entre 1980 e 1984, e da Comissão Pastoral da Terra, (CPT) em 1975, que presidiu de 1999 a 2005.

## Biografia
Foi o último filho homem de uma família de onze filhos, três homens e oito mulheres. Fez o Seminário Menor na Escola Apostólica Dominicana Juiz de Fora. Fez os estudos secundários no Colégio Diocesano, dirigido pelos irmãos maristas, em Uberaba.
Estudou filosofia no seminário dos dominicanos em São Paulo. Ordenou-se presbítero em 1948. Seus estudos de Teologia foram efetuados em Saint Maximin, na França, onde concluiu o mestrado em 1950. Pós-graduou-se em Antropologia e Lingüística pela Universidade de Brasília em 1965.
Logo após ordenado, foi professor de Filosofia na Faculdade de Filosofia de Uberaba, em 1950. Em 1951, foi transferido para Juiz de Fora para ser o vice-reitor da Escola Apostólica Dominicana naquela cidade, onde também lecionou filosofia.
Em 1957, foi nomeado superior da missão dos dominicanos da Prelazia de Conceição do Araguaia, onde ficaria até 1964. Nessa etapa, teve contato com a realidade indígena e sertaneja. Para desenvolver um trabalho mais eficaz junto aos povos nativos, estudou e aprendeu a língua dos Xicrin, dos Bacajá e dos Kayapó, e fez mestrado em Antropologia e Linguística, na Universidade de Brasília.
Em 1965 foi eleito Prelado coadjutor da Prelazia de Santíssima Conceição do Araguaia, hoje Diocese de Marabá.
Em 26 de novembro de 1967, foi ordenado bispo da Diocese de Goiás, onde permaneceu por 31 anos.

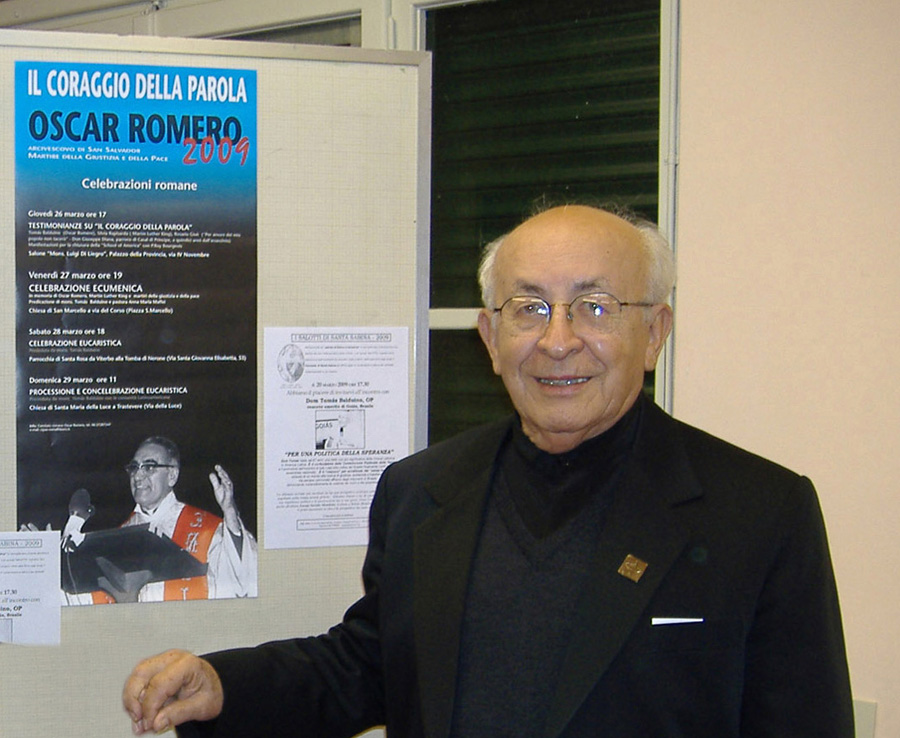
Dom Balduíno, em Roma, com o cartaz da conferência sobre Dom Romero, em março de 2009.

Nesta missão teve grande contato com a vida dos índios e lavradores, assumindo sua causa. Foi co-fundador do Conselho Indigenista Missionário em 1972 e seu segundo presidente, de 1980 a 1984. Ajudou também a fundar a Comissão Pastoral da Terra, em 1975, sendo seu presidente entre 1997-1999.
Em julho de 1976, Dom Tomás foi ao sepultamento do Padre Rodolfo Lünkenbein e do índio Simão Bororo, assassinados pelos jagunços, na aldeia de Merure, no Estado do Mato Grosso.
Enquanto esteve a frente a Diocese de Goiás, procurou implementar as recomendações do Concílio Vaticano II e da Conferência de Medellín (1968).
Em 2 de dezembro de 1998 tornou-se bispo-emérito de Goiás.
Em 2002, recebeu a medalha do Mérito Legislativo Pedro Ludovico Teixeira, da Assembleia Legislativa do Estado de Goiás, e o Título de Cidadão Goianiense, da Câmara Municipal de Goiânia.
Em 2003, foi designado como integrante do Conselho Nacional de Desenvolvimento Econômico e Social, CDES, do Governo Federal, mas não se manteve muito tempo nesse cargo, pois avaliou que pouco ou nada contribuía para as mudanças almejadas pela nação brasileira. Foi também nomeado como integrante do Conselho Nacional de Educação (CNE).
Em 2006 recebeu o Prêmio de Direitos do Homem Dr. João Madeira Cardoso, pela Fundação Mariana Seixas, de Viseu, Portugal, em colaboração com o Conselho Distrital de Coimbra da Ordem dos Advogados.
Também em 2006, recebeu o título de Doutor Honoris Causa da Universidade Católica de Goiás por sua luta pela cidadania e direitos humanos. Seis anos depois, recebeu honraria idêntica, desta vez, pela UFG.
Em 2008 recebeu o prêmio Reflections of Hope, da Oklahoma City National Memorial Foudation, como exemplo de esperança na solução das causas que levam a miséria de tantas pessoas em todo o mundo.
De 22 a 29 de março 2009 foi a Roma para participar às palestras em homenagem de Dom Oscar Romero e dos 29 anos do seu assassinato.
Em abril de 2014 ficou internado por dez dias em Goiânia. O religioso morreu em decorrência de uma tromboembolia pulmonar no dia 2 de maio de 2014.
O corpo de D. Tomás Balduíno foi sepultado no dia 5 de maio, no interior da catedral Nossa Senhora de Santana, na cidade de Goiás. Ao velório e enterro do bispo, compareceram  trabalhadores rurais sem terra, indígenas e religiosos, além de autoridades locais.
Segundo comunicado divulgado pela Comissão Pastoral da Terra, "Dom Tomás lutou por toda sua vida pela defesa dos direitos dos pobres da terra, dos indígenas, das demais comunidades tradicionais, e por justiça social.